# HD 108541
HD 108541，又名CD-38 7753，SAO 203508、HR 4748，是一颗恒星，视星等为5.44，位于銀經298.05，銀緯23.61，其B1900.0坐标为赤經12h 23m 3.3s，赤緯-38° 23.61′ 15″。